# Młodzieżowe Mistrzostwa Polski w piłce nożnej plażowej 2008
III Mistrzostwa Polski Juniorów ENERGA Beach Soccer 2008 – turniej piłki nożnej plażowej, który odbył się w dniach 26-27 lipca 2008 roku na plaży w Sztutowie pod patronatem Beach Soccer Polska, w którym wyłoniony został Mistrz Polski w kategorii juniorskiej.

## Drużyny
| Zespół                | Liczba występów w MMP |
| --------------------- | --------------------- |
| Elwo Etna Elbląg      | 2                     |
| Hemako Sztutowo       | 3                     |
| Marwit Zławieś Wielka | 1                     |
| Milenium VIP Gliwice  | 1                     |
| Morze Wema Stegna     | 2                     |
| OK Poddębice          | 2                     |
| Red Devils Chojnice   | 1                     |
| Redeco Team Wrocław   | 3                     |

## Klasyfikacja końcowa fazy pucharowej
| Lp. | Zespół              |
| --- | ------------------- |
| 1.  | Hemako Sztutowo     |
| 2.  | OK Poddębice        |
| 3.  | Red Devils Chojnice |
| 4.  | Elwo Etna Elbląg    |

## Nagrody indywidualne
Najlepszy zawodnik turnieju: Konrad Kubiak (OK Poddębice)

Król strzelców: Artur Wyzner (OK Poddębice) – 8 bramek

Najlepszy bramkarz: Michał Kartuszyński (Red Devils Chojnice)